# Long John Silver (strip)
Long John Silver is een Franse stripreeks rond het beroemde personage van Schateiland van schrijver Robert Louis Stevenson. De strip werd getekend door Mathieu Lauffray en geschreven door Xavier Dorison en Lauffray. De strip telt vier delen en werd uitgegeven door Dargaud.
Beide auteurs werkten eerder al samen aan de strip De profeet. Voor de strip Long John Silver tekende Lauffray echter vanaf het tweede deel ook als coscenarist. De strip vertelt de zoektocht van Long John Silver naar de mythische stad Guyanacapac in de jungle van Zuid-Amerika. De strip combineert een klassiek piratenverhaal rond een mythische schat met fantasy-elementen. Zeker in het vierde deel neigt de strip naar pure fantasy.

## Uitgaven
1. Lady Vivian Hastings (2007)
2. Neptune (2008)
3. Het smaragdgroene labyrint (2010)
4. Guyanacapac (2013)

## Ontvangst
Het realistische tekenwerk van Lauffray werd geprezen om zijn grafische kracht. En Long John Silver is door deze strip een groots personage in de avonturenstrip geworden.